# Генрих Бенедикт Стюарт
Генрих Бенедикт Стюарт (англ. Henry Benedict Stuart, итал. Enrico Benedetto Stuart; 6 марта (по другим данным 11 марта) 1725, Рим — 13 июля 1807, Фраскати, Папская область) — итальянский куриальный кардинал. Титулярный архиепископ Коринфа с 2 октября 1758 по 13 июля 1761. Камерленго Священной Коллегии кардиналов с 2 октября 1758 по 28 января 1760. Вице-канцлер Святой Римской Церкви с 14 января 1763 по 13 июля 1807. Декан Священной Коллегии кардиналов и Префект Священной конгрегации церемониала с 26 сентября 1803 по 13 июля 1807. Кардинал-дьякон с титулярной диаконией Санта-Мария-ин-Портико-Кампителли с 31 июля 1747 по 16 сентября 1748. Кардинал-священник с титулом церкви Санта-Мария-ин-Портико-Кампителли с 16 сентября 1748 по 12 февраля 1759. Кардинал-священник с титулом церкви Санти-XII-Апостоли с 18 декабря 1752 по 13 июля 1761. Кардинал-священник с титулом церкви Санта-Мария-ин-Трастевере с 12 февраля 1759 по 14 января 1763. Кардинал-священник с титулом церкви Сан-Лоренцо-ин-Дамазо с 14 января 1763 по 13 июля 1807. Кардинал-епископ Фраскати с 13 июля 1761 по 26 сентября 1803. Кардинал-епископ Остии и Веллетри с 26 сентября 1803 по 13 июля 1807.
Последний представитель мужской линии Стюартов, якобитский претендент на английский и шотландский престолы с 1788 года. Всю жизнь провёл в Италии, большую часть в сане кардинала.

## Происхождение
Родился будущий кардинал Стюарт, по одним данным, 6 марта, а по другим 11 марта 1725 года. Он был крещён папой римским Бенедиктом XIII, и наречен именем Генрих Бенедикт Томас Эдуард Мария Климент Франциск Ксавье, второе имя он получил в честь папы Бенедикта XIII.
Младший сын Якова III («Старого претендента») и Клементины Собеской, внук Якова II, католического вероисповедания. Отец присвоил ему титул герцог Йоркский, традиционный для вторых сыновей королей Англии. Титул признавали католические державы Европы и папский престол, в то время как в Великобритании, где фактически царствовали протестантские короли Ганноверской династии, этот титул трижды при его жизни присваивался другим принцам (брату Георга I, внуку Георга II и сыну Георга III).

## Начало церковной карьеры
30 июня 1747 года папа Бенедикт XIV в Сикстинской капелле вырезал тонзуру Генриху Бенедикту, тем самым подготовив к церковной карьере. А 3 июля 1747 года папа возвел юного Генриха в сан кардинала-дьякона. 31 июля Генрих Бенедикт Стюарт получил красную шапку и титулярную диаконию Санта-Мария-ин-Портика-Кампителли. 17 августа 1748 года был посвящён в субдиаконы, а 25 августа 1748 года в диаконы.
22-летний принц стал одним из самых молодых кардиналов Нового времени, и ему принадлежит один из рекордов пребывания в этом сане — 60 лет и 10 дней. Никто, ни до, ни тем более после не пребывал в кардинальском сане столько лет. С этого времени он титуловался «Генрих, кардинал герцог Йоркский».
1 сентября 1748 года кардинал Стюарт был посвящён в священники. 16 сентября того же года, был поднят к сану кардинала-священника, при сохранении предыдущего титула Санта-Мария-ин-Портика-Кампителли. Был назначен архипресвитером патриаршей Ватиканской базилики. Так был назначен префектом Священной Конгрегации Фабрики Святого Петра. 18 декабря 1752 года поменял титул кардинала-священника на Санти-Апостоли.
Камерленго Священной Коллегии кардиналов с 2 октября 1758 по 28 января 1760.
2 октября 1758 года, кардинал Стюарт был избран титулярным архиепископом Коринфа. 19 ноября 1758 года, был посвящён в епископы, в церкви Святых Двенадцати Апостолов, в Риме. Ординацию проводили: папа римский Климент XIII, которому помогали соконсекраторы: кардинал Джованни Антонио Гуаданьи, кардинал-епископ Порто и Санта Руфина и кардинал Франческо Боргезе, кардинал-епископ Альбано. 12 февраля 1759 года опять поменял титул кардинала-священника на Санта-Мария-ин-Трастевере.
13 июля 1761 года был возведен в достоинство кардинала-епископа Фраскати, в котором оставался 42 года. 14 января 1763 года стал вице-канцлером Святой Римской Церкви и кардиналом-священником Сан-Лоренцо-ин-Дамазо, сохранив эти посты до самой смерти.
Кардинал Стюарт был участником четырёх конклавов: Конклава 1758, Конклава 1769, Конклава 1774—1775 и Конклава 1799—1800 годов. На момент своей смерти кардинал Стюарт оставался последним остававшимся в живых кардиналом, назначенным папой Бенедиктом XIV.

## Последний претендент на английский трон
После кончины в 1788 году не оставившего законных детей старшего брата Генриха, Карла Эдуарда («красавчик Чарли» или «молодой претендент»), кардинал Стюарт стал последним представителем династии и якобитским претендентом на английский престол (как Генрих IX) и шотландский (как Генрих I). Объединения Англии и Шотландии в Великобританию, состоявшегося при протестантах в 1707 году, якобиты не признавали. Сам Генрих не использовал королевского титула (ещё после смерти его отца в 1766 году папский престол официально признал британскими королями Ганноверов), но предпочёл называться «Кардинал, именуемый герцог Йоркский» — с намёком на то, что это не его настоящий титул.
Кардинал был мирным человеком, чуждым каким-либо политическим заговорам. Он был гостеприимным хозяином для британских путешественников в Риме — протестантов в том числе.

## В конце жизни
Во время наполеоновских войн кардинальское имущество было захвачено французами, и претенденту неожиданно помогло деньгами британское правительство (с точки зрения якобитов это была законная компенсация за конфискацию приданого его бабушки Марии Моденской в 1688 году). За четыре года до смерти, 26 сентября 1803 года, 78-летний Стюарт занял высокий пост в римской курии — Декан Коллегии кардиналов, с титулом кардинала-епископа Остии и Валлетри, хотя продолжал жить во Фраскати. С его смертью в 1807 году род Стюартов пресёкся в мужском колене. Похоронен в Риме в соборе святого Петра, в дальнейшем протестантские короли (Ганноверы и Виндзоры) заботились о его могиле.
По завещанию кардинала притязания Стюартов с его смертью должны были перейти по женской линии к потомкам дочери Карла I Генриетты, герцогини Орлеанской — а именно в Савойскую династию (Сардинское королевство) к королю Карлу Эммануилу IV (к тому времени уже отрекшемуся от престола и также посвятившему себя религии). Фактически династические преемники якобитов, женская линия которых продолжается и сейчас (из домов Савойи, Модены, Баварии) ни на английский, ни на шотландский трон никогда не претендовали.